# 單紋擬鱤
單紋擬鱤（学名：Luciocyprinus langsoni）为輻鰭魚綱鯉形目鲤科的其中一種。分布於亞洲中國及越南，體長可達79公分，棲息在中底層水域。